# Станко Студен
Станко Студен (31. март 1946) је бивши српски политичар. У Народној скупштини Републике Србије био је од 1994. до 1998. године, а од 1998. до 2000. био је заменик министра пољопривреде Србије. Док је био изабрани функционер, Студен је био члан крајње десничарске Српске радикалне странке (СРС).

## Рани живот и каријера
Студен је рођен у Врбасу, у тадашњој СР Србији у ФНРЈ. Школовао се за доктора медицине, стекао докторат. са Фармацеутско-биокемијског факултета Свеучилишта у Загребу (Одсјек за медицинску биокемију) 1991. Потом је живео у Кули.

## Политичар
Студен се појавио на тринаестој позицији на изборној листи Радикалне странке за Нови Сад на парламентарним изборима 1993. Листа је освојила седам мандата, а он је уврштен у скупштинску делегацију странке. (Од 1992. до 2000. године, изборни закон Србије предвиђао је да се једна трећина посланичких мандата додељује кандидатима са успешних листа по нумеричком редоследу, док ће преостале две трећине бити распоређене међу осталим кандидатима по нахођењу странака спонзора. Уобичајена је била пракса да се потоњи мандати додељују ван редоследа Студенова релативно ниска позиција на листи није спречила да добије мандат) Студен је заузео своје место када је скупштина сазвана у јануару 1994. Социјалистичка партија Србије (СПС) победила је на изборима, а радикали су били у опозицији.
Студен је на парламентарним изборима 1997. добио водећу позицију на листи СРС-а за прерасподелу Сомбора и добио је аутоматски мандат када је листа освојила три мандата. СПС је поново победио на изборима, али су радикали значајно повећали укупан број мандата. У марту 1998. радикали су се придружили коалиционој влади коју су предводили социјалисти. Студен је постављен за заменика министра пољопривреде, у сарадњи са министром Социјалистичке партије Јованом Бабовићем. Због обављања ове функције, од њега се тражило да поднесе оставку у парламенту, што је и учинио 26. маја 1998. У фебруару 2000. године, након рата на Косову и Метохији, био је један од бројних српских и југословенских званичника којима је изречена шестомесечна забрана путовања у земље Европске уније.
Савезна Република Југославија (коју су чиниле Србија и Црна Гора) увела је директне изборе за горњи дом свог парламента (тј. Веће република) на изборима 2000; гласање је обављено по пропорционалној заступљености. Студен се нашао на седмом месту на листи Радикалне странке; радикали су освојили само два места, а он није изабран. Такође се кандидовао за јединицу Куле на истовременим покрајинским изборима у Војводини 2000. и за шесто место у општини на локалним изборима у Србији 2000. и поражен је у оба пута.
Слободан Милошевић је поражен за председника Југославије на изборима 2000. године, преломном тренутку у српској и југословенској политици. Влада Србије је пала убрзо након гласања у Југославији, а успостављено је привремено министарство које није укључивало радикале; Студенов мандат као заменика министра престао је у октобру 2000. године. У децембру исте године одржани су нови парламентарни избори; пре избора, изборни закони Србије су реформисани тако да се цела земља рачуна као јединствена изборна јединица и сви мандати су додељени кандидатима по дискреционом праву странака или коалиција спонзора, без обзира на бројчани редослед. Студен је добио тридесет трећу позицију на листи Радикалне странке. Листа је освојила двадесет три мандата, а он није био у делегацији странке. Касније је напустио Радикалну странку.
Србија је увела директан избор градоначелника на локалним изборима 2004. Кандидат Радикалне странке Тихомир Ђуричић изабран је за градоначелника Куле, али је поражен на опозивним изборима 2006. Студен је био кандидат на накнадним допунским изборима за градоначелника, кандидујући се као кандидат за локалну коалицију под називом „Патриотски савез Куле“. Поражен је у првом кругу гласања.

## Изборни рекорд

### Покрајински (Војводина)
| Кандидат         | Партија или коалиција                                      | Резултат |
| ---------------- | ---------------------------------------------------------- | -------- |
| др Марија Попин  | Демократска опозиција Србије (Припадност: Либерали Србије) | изабрани |
| Станко Студен    | Српска радикална странка                                   |          |
| остали кандидати |                                                            |          |

### Локални (Кула)
| Кандидат               | Партија или коалиција                | Гласови      | %            |  | Гласови      | %     |
| ---------------------- | ------------------------------------ | ------------ | ------------ |  | ------------ | ----- |
| Светозар Буквић        | Демократска странка                  | није наведен | 38.46        |  | није наведен | 53.55 |
| Тихомир Ђуричић        | Српска радикална странка             | није наведен | 32.78        |  | није наведен | 46.45 |
| Смиљана Вукелић        | Социјалистичка партија Србије        | није наведен | није наведен |  | није наведен |       |
| Херцен Радоњић         | Зелена странка                       | није наведен | није наведен |  | није наведен |       |
| Станко Студен          | Група грађана: Патриотски савез Куле | није наведен | није наведен |  | није наведен |       |
| Укупно важећих гласова |                                      | није наведен | 100          |  | није наведен | 100   |